# Peter Barsocchini
Peter Barsocchini (San Francisco, 1952) è un autore televisivo e produttore televisivo statunitense, noto per i suoi copioni nella saga di High School Musical.

## Filmografia

### Sceneggiatore
- Dance Fever – programma TV, 1 episodio (1986)
- Omicidio nel vuoto (Drop Zone), regia di John Badham (1994)
- Shadow-Ops, regia di Craig R. Baxley – film TV (1995)
- High School Musical, regia di Kenny Ortega (2006)
- High School Musical 2, regia di Kenny Ortega (2007)
- High School Musical 3: Senior Year, regia di Kenny Ortega (2008)
- Lock and Roll Forever, regia di Chris Grismer (2008)
- The Passion, regia di David Grifhorst e Robert Deaton (2016)
- Ping Pong Rabbit, regia di Mike Johnson e Yuefeng Song (2019)

### Produttore
- The Merv Griffin Show – programma TV, 10 episodi (1980-1986)
- Shadow-Ops, regia di Craig R. Baxley – film TV (1995)